# Chiesa dei Santi Fermo, Rustico e Procolo
La chiesa dei Santi Fermo, Rustico e Procolo è la parrocchiale di Fraforeano, frazione di Ronchis, in provincia e arcidiocesi di Udine; fa parte della forania della Bassa Friulana.

## Storia
L'antica chiesa di Fraforeano, dedicata a sant'Antonio Abate, che si trovava dove è ubicato il cimitero, venne consacrata il 30 agosto 1597. Si sa, inoltre, che disponeva di tre altari. 
La nuova parrocchiale venne costruita nel 1782 per interessamento di tali signori Crotta e consacrata il 19 maggio 1796 dall'arcivescovo di Udine Pietro Antonio Zorzi. 
Nel 2000 venne rifatto il portale e, nel 2007, la chiesa è stata restaurata.

## Descrizione

### Esterno
La chiesa si presenta leggermente rialzata rispetto all'asse stradale, e racchiusa in uno spazio delimitato da un muretto e da un ingresso avente due colonne. La facciata in stile neoclassico e tripartita da lesene aventi un'alta zoccolatura e terminanti con capitelli che sorreggono il timpano triangolare.
L'accesso ha paraste e una trabeazione in pietra che sorreggono il timpano spezzato e modanato avente centrale il blasone sorretto da corona in pietra.

### Interno
Nell'unica navata della chiesa vi sono tre altari dedicati uno alla Madonna della Salute, ai Santi Fermo Rustico e Procolo e il terzo a San Valentino, mentre l'abside presenta affreschi eseguiti nel 1922 da Luigi Moretti rappresentanti l'Adorazione dei Magi e Gesù attorniato da bambini.
La chiesa conserva la pala d'altare opera in olio su tela, del padovano Giovanni Battista Bissoni raffigurante la Messa in suffragio di un'anima di famiglia nobiliare la tela al centro raffigura la Carità. L'opera è stata oggetto di restauro nel 2011. Una seconda tela esposta nella chiesa raffigura San Carlo Borromeo e la Madonna del Rosario.